# جورج كامبل (لاعب كرة قدم مواليد 2001)
جورج كامبل (بالإنجليزية: George Campbell)‏ هو لاعب كرة قدم أمريكي في مركزي الدفاع والوسط، ولد في 22 يونيو 2001 في أتلانتا في الولايات المتحدة. لعب مع أتلانتا يونايتد واتلانتا يونايتد 2.

## وصلات خارجية
- جورج كامبل (لاعب كرة قدم مواليد 2001) على موقع الدوري الأمريكي (الإنجليزية)
- جورج كامبل (لاعب كرة قدم مواليد 2001) على موقع قاعدة بيانات كرة القدم.إي يو (الإنجليزية)
- جورج كامبل (لاعب كرة قدم مواليد 2001) على موقع Soccerway.com (الإنجليزية)